# Hrafnagil
Hrafnagil est une localité islandaise de la municipalité de Eyjafjarðarsveit située au nord de l'île, dans la région de Norðurland eystra. En 2011, le village comptait 254 habitants.